# The Band
The Band va ser una banda de rock formada a Toronto (Canadà) l'any 1967. Estava formada pels canadencs Rick Danko (baix, guitarra, veu, violí), Garth Hudson (òrgan, teclats, acordió, saxo), Richard Manuel (piano, bateria, veu), Robbie Robertson (guitarra, composició de cançons, veu, piano, percussió) i l'estatunidenc Levon Helm (bateria, veu, mandolina, guitarra, baix). La banda va combinar elements d'americana, folk, rock, jazz, country i R&B, influint en músics com George Harrison, Elton John, The Grateful Dead, Eric Clapton i Wilco.
Entre 1958 i 1963, el grup era conegut com els Hawks, una banda d'acompanyament per al cantant de rockabilly Ronnie Hawkins. A mitjans de la dècada de 1960, van guanyar el reconeixement acompanyant Bob Dylan i la gira de concerts de 1966 va ser notable com la primera de Dylan amb una banda elèctrica. Després d'abandonar Dylan i canviar el seu nom a "The Band", van llançar diversos discos amb elogis de la crítica i de la gent, inclòs el seu àlbum debut Music from Big Pink el 1968. Segons AllMusic, la influència de l'àlbum en diverses generacions de músics ha estat substancial: el músic Roger Waters va qualificar Music from Big Pink com el segon disc més influent de la història del rock and roll, i el periodista musical Al Aronowitz el va anomenar "country soul... un so mai escoltat abans".</ref> Les seves cançons més populars inclouen "The Weight", "The Night They Drove Old Dixie Down" i "Up on Cripple Creek".
La banda va fer el seu concert de comiat el 25 de novembre de 1976. Les imatges de l'esdeveniment es van estrenar l'any 1978 com la pel·lícula The Last Waltz, dirigida per Martin Scorsese. Seria l'última actuació dels cinc membres originals. Després de cinc anys de diferència, Danko, Hudson, Helm i Manuel es van reunir el 1983 (sense Robertson) per a una gira de retrobament. Robertson havia iniciat una segona carrera com a productor i compositor d'èxit de bandes sonores de pel·lícules. Manuel va morir el 1986, però els tres membres restants continuarien de gira i ocasionalment llançarien nous àlbums de material d'estudi fins al 1999, quan, a la mort de Danko, els membres restants van decidir separar-se definitivament. Helm continuaria amb una carrera en solitari d'èxit, guanyant diversos premis Grammy en les categories folk i americana fins a la seva mort el 2012, mentre que Hudson va trobar una segona carrera com a músic de sessió destacat. Robertson va morir el 2023, deixant Hudson com l'únic membre viu de la formació original.
El crític musical Bruce Eder va descriure la banda com "un dels grups de rock més populars i influents del món, la seva música acceptada pels crítics... tan seriosament com la música dels Beatles i els Rolling Stones". La banda va ser incorporada al Canadian Music Hall of Fame el 1989 i al Rock and Roll Hall of Fame el 1994. El 2004, la revista Rolling Stone els va classificar en el lloc 50 de la seva llista dels 100 millors artistes de tots els temps, i va classificar "The Weight" en el lloc 41 de la seva llista de les 500 millors cançons de tots els temps. El 2008, el grup va rebre el premi Grammy a la carrera artística. El 2014, van ser incorporats al Passeig de la Fama del Canadà.